# Alberto Schommer
Alberto Schommer (Vitòria, 9 d'agost de 1928 - Sant Sebastià, 10 de setembre de 2015) fou un fotògraf basc, resident els seus darrers anys a Madrid.
Schommer es va introduir al món de la fotografia mitjançant son pare, Alberto Schommer Koch, alemany resident a Vitòria, ciutat on va obrir un estudi a la dècada del 1940. Posteriorment, es va formar acadèmicament en fotografia a Colònia i a París. Fou un fotògraf de prestigi a qui el govern espanyol va atorgar la Medalla d'Or al Mèrit en les Belles Arts el 2008 i el Premi Nacional de Fotografia el 2013. Des de 1996 va ser membre de la Reial Acadèmia de Belles Arts de San Fernando. Com a reconeixement per la seva carrera com a fotògraf a Vitòria té un carrer amb el seu nom, al barri d'Adurza.
Morí el 10 de setembre de 2015 al seu domicili de Sant Sebastià, als vuitanta-set anys.

## Obra

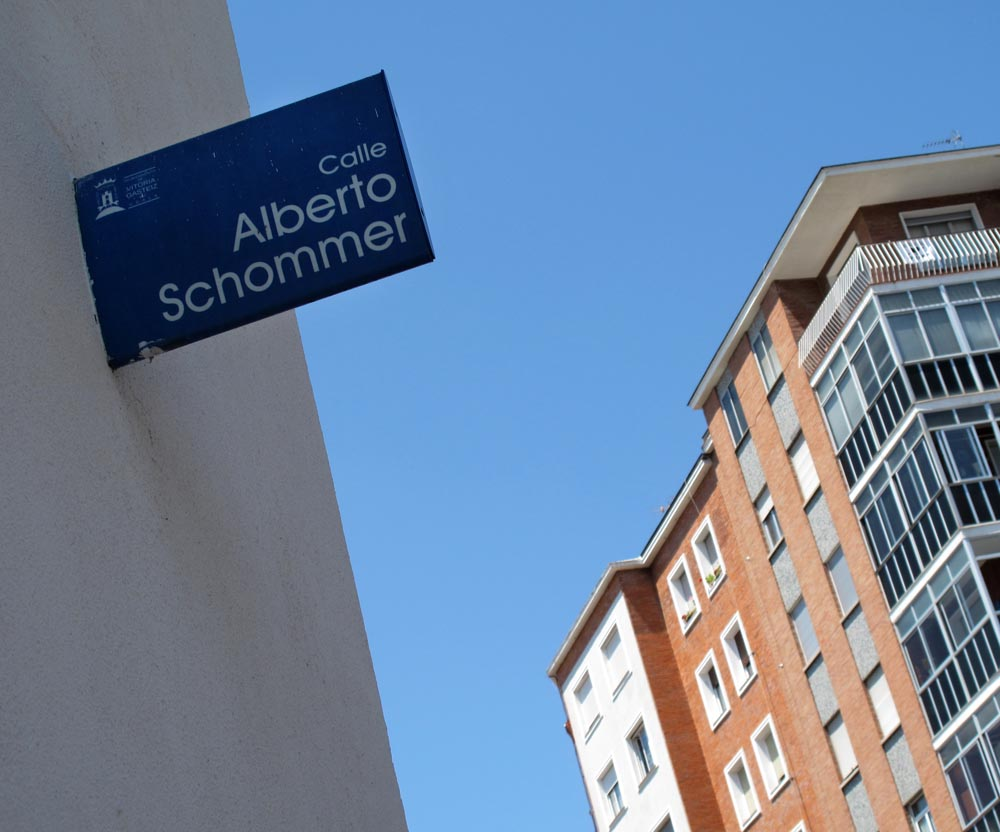
Placa del carrer Alberto Schommer, a Vitòria

Va realitzar múltiples treballs i viatges, va editar al voltant d'una centena de llibres i va col·laborar com a jurat o professor a diversos seminaris i concursos fotogràfics. La seva obra s'ha exposat per tot el món, des del Japó als Estats Units (al Center for Creative Photography de Tucson) i va rebre nombrosos premis. Un dels seus treballs més coneguts són els seus retrats de personatges públics, publicats al periòdic El País amb el títol de Retrats psicològics.

## Publicacions
- La vida en los museos (1998)
- Autobiografía de un madrileño (2000)
- Egipto: Lo eterno (2000)
- Shanghái (2000)
- Brasil: El hombre que veía demasiado (2000)
- El arte de la mirada (2002)
- Paisajes ordenados (2002)
- Alberto Shommer (Photobolsillo) (2002)
- Metrópolis. Archivo municipal de Vitoria-Gasteiz (2003)
- La belleza oculta: Libia ND/DSC (2004)
- Un cuerpo vivo: La catedral de Santa María de Vitoria-Gasteiz (2007)
- Primera época (2007)
- Metro (2010)[7]